# Autoroute A28 (Belgique)
Pour l’article homonyme, voir A28.
L'autoroute A28 est une autoroute belge, portion de la E411, située dans le sud de la province de Luxembourg. Elle dessert l'agglomération transfrontalière du pôle européen de développement qui compte environ 150 000 habitants autour du tripoint Belgique-France-Luxembourg.
Elle fut créée à la fin des années 1970 mais seulement 3 km des 14 km prévus initialement ont été achevés. Le projet demeure toutefois dans le plan de secteur « Sud-Luxembourg » de la Région wallonne, dans la liste de projets de la Sofico et sur la carte des réseaux transeuropéens de transport au titre de « chaînon manquant » attendant des fonds européens et de la Grande Région.
Elle connecte la frontière française (où elle devient la RN 52 vers Longwy puis la A30 vers Metz) à l'autoroute A4 à hauteur d'Arlon qui va, dans un sens, vers Bruxelles et dans l'autre vers le Luxembourg. Dans   l'attente des travaux, la connexion à l'A4 est actuellement assurée via la nationale 81 entre Messancy et Weyler.

## Histoire

### Contexte
La construction de l'autoroute A28 s'inscrit dans le cadre du projet de routes européennes et plus particulièrement de l'E411 qui relie Bruxelles à la frontière entre la Belgique et la France à hauteur d'Aubange et de Mont-Saint-Martin.

### Construction

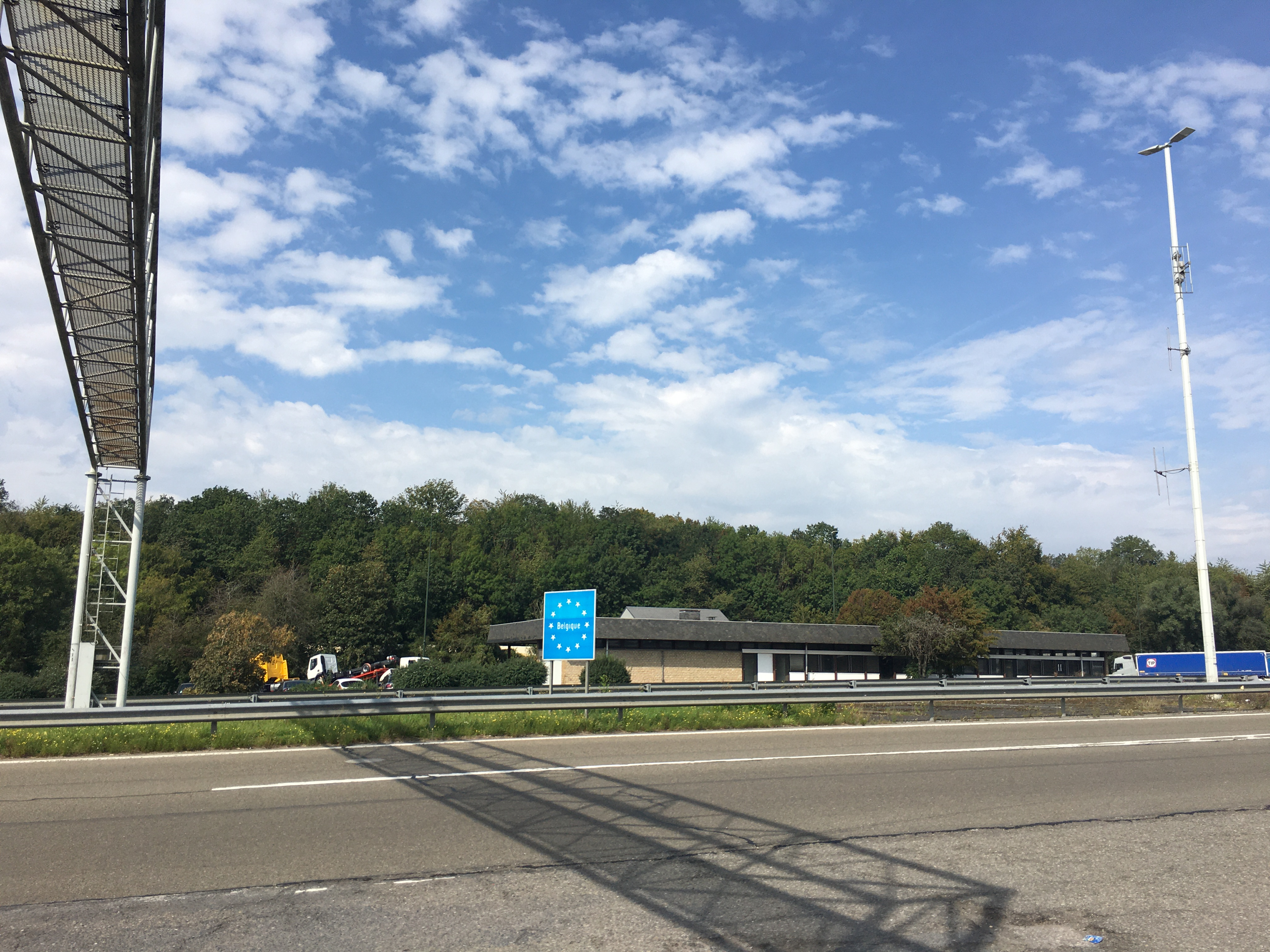
Le poste-frontière d'Aubange entre l'A28 et la RN52, à la frontière entre la Belgique et la France.

Le premier tronçon fut réalisé dans le même temps que la finalisation de l’autoroute A4 vers le sud de la province de Luxembourg et son chef-lieu, Arlon, puis de la connexion avec le Grand-duché de Luxembourg via l'autoroute luxembourgeoise A6 et le poste-frontière de Sterpenich.
Sur le tronçon de la E411, côté nord, les piliers du pont devant servir d'échangeur à hauteur d'Autelbas furent construits en 1974 le long de l'A4, dont la berme centrale est spécialement plus large pour accueillir une troisième voie à cet endroit.
Côté sud, la première portion de l'A28 fut inaugurée en 1976 entre le poste-frontière franco-belge à hauteur d'Aubange et sa connexion avec la nationale 81 à hauteur de Longeau, dans la foulée de la construction du contournement de Messancy sur quatre voies, inauguré en 1971. Elle nécessita le percement de la colline séparant les localités d'Athus et d'Aubange. Deux ponts furent construits pour l'enjamber : l'un pour la nationale 88 et l'autre pour la ligne de chemin de fer 165. Aussi, la construction de l'A28 entraina la démolition de plusieurs maisons et la coupure de trois rues : la prolongation de la rue Farbich, celle de la rue Rougefontaine et celle de la rue Van Brabant entre Aubange, Athus et Longeau.
L'A28 surplombe également le ruisseau Brüll non loin de la frontière française.
Un poste-frontière fut construit à la connexion avec la RN52 à partir d'avril 1977 afin d'y abriter les services de douane belges et français, comme le rappelle une plaque commémorative encore présente entre les deux voies. Une Aire de repos et de service autoroutière fut également construite, elle abrite un hôtel ayant repris le nom du Pôle européen de développement, espace économique et industriel s'articulant autour du tripoint Belgique-France-Luxembourg situé à quelques dizaines de mètres de là.

### L'A28 actuellement

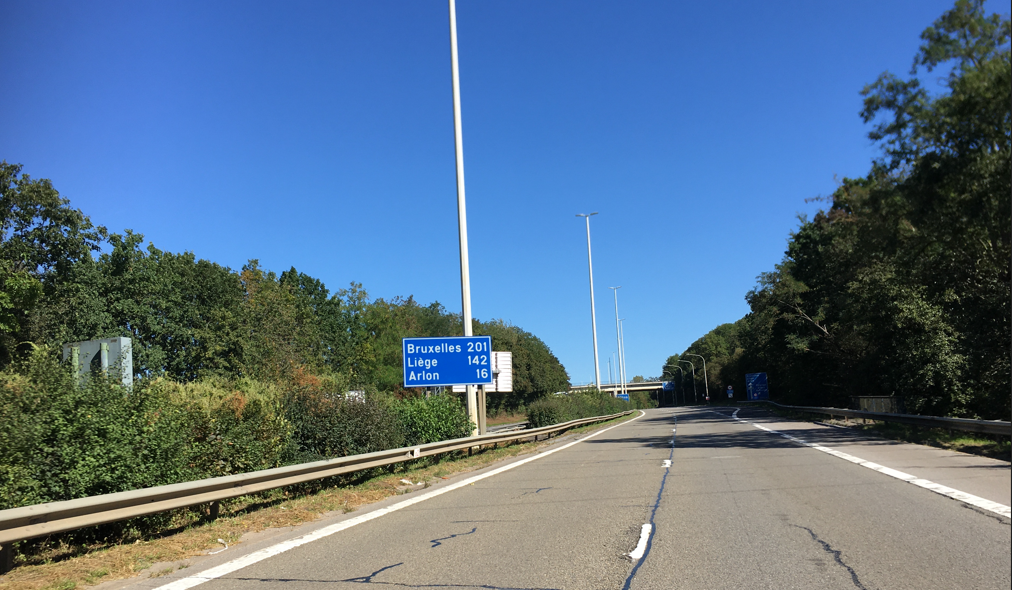
L'A28 peu avant la sortie n°3 « Athus », vers Arlon (nord).

L'A28 comportait 3x3 voies entre la sortie n°3 « Athus » vers le futur échangeur de Longeau, jusqu'au début des années 2000, où elle a été ramenée à 2x2 voies, comme sur tout son tronçon, excepté sur la portion de bande de lancement de la sortie n°3 vers Arlon.
En septembre 2013, les bâtiments de la douane qui occupaient les 3x3 voies de circulation furent démolis. Ils n'étaient plus occupés depuis plusieurs années, leur utilisation ayant été rendue obsolète par l'accord de Schengen entré en vigueur depuis le 26 mars 1995. Seuls subsistent aujourd’hui les bureaux se trouvant de part et d'autre de l'autoroute, sur l'aire transfrontalière, qui sont également à l'abandon.

## Tracé
Le tronçon actuel constitue un contournement des entités d'Aubange et Athus, alternatif aux N81 et N88. Elle démarre au sud du poste-frontière belgo-français à Aubange/Mont-Saint-Martin (en prolongement de la RN 52 française) et rejoint la N81 entre Messancy et Aubange, à hauteur de Longeau.
Le tracé complet devait rejoindre au nord l'A4/E25 entre la sortie 32 (Weyler) et 33 (Sterpenich), mais le tronçon nord n'a jamais été construit (à l'exception de certains travaux d'aménagement du sol au niveau de l'échangeur avec la A4/E25 qui ont été réalisés dans les années 1970.
Il en va de même au sud, sur le tronçon français qui est très progressivement mis à niveau depuis Metz et devient l'A30. L'administration wallonne chargée des routes (Service public de Wallonie) a jusqu'ici préféré sécuriser la N81 (remplacement des principaux carrefours par des ronds points et par des échangeurs-ponts à Messancy/Aubange et Messancy/Differt).

### Description
|   | Dénomination         | Destinations                                                                         | BK   |
| - | -------------------- | ------------------------------------------------------------------------------------ | ---- |
|   | Échangeur d'Autelbas | Autoroute Bruxelles − Namur − Arlon − Luxembourg                                     | 3,3  |
| 1 | Sélange              | Messancy (Sélange), Clemency (Luxembourg)                                            | 8,1  |
|   | Échangeur de Sélange | Liaison vers l'autoroute A13 à hauteur de Bascharage en direction de l'Allemagne ( ) | ?    |
| 2 | Longeau              | Messancy (dont Longeau), Arlon                                                       | 11,6 |
| 3 | Athus                | Aubange (Athus)                                                                      | 12,9 |
| 4 | Aubange              | Aubange, Longwy ( France)                                                            | 14,2 |
|   | Frontière française  | Longwy, Thionville, Metz                                                             | 14,5 |

## Projets futurs

### Chainon manquant de l'E411

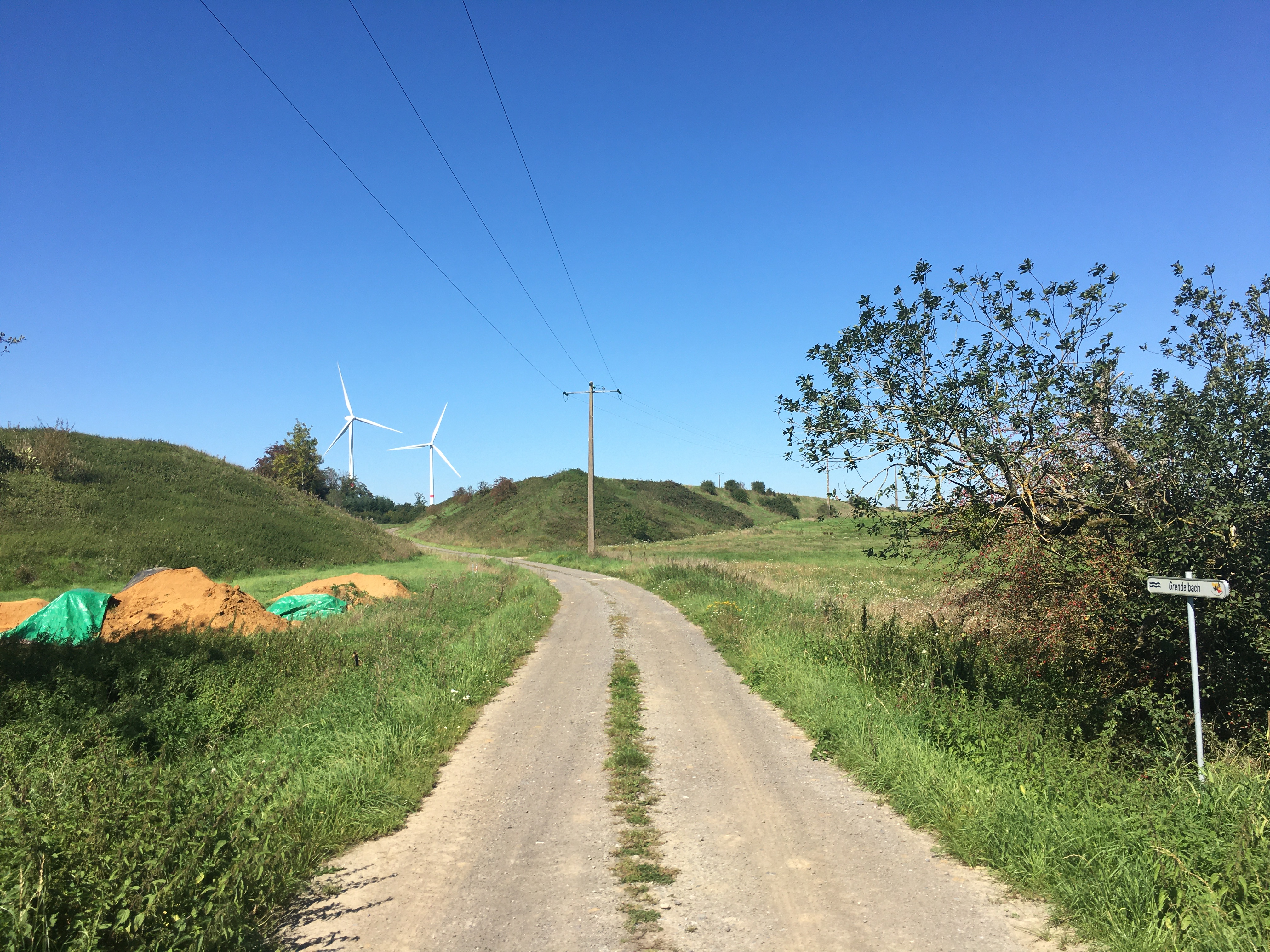
Terrassements permettant le passage de la route entre Hondelange et le Kwintenhof sous la future A28 à hauteur du ruisseau du Grendelbach (photo de 2023).

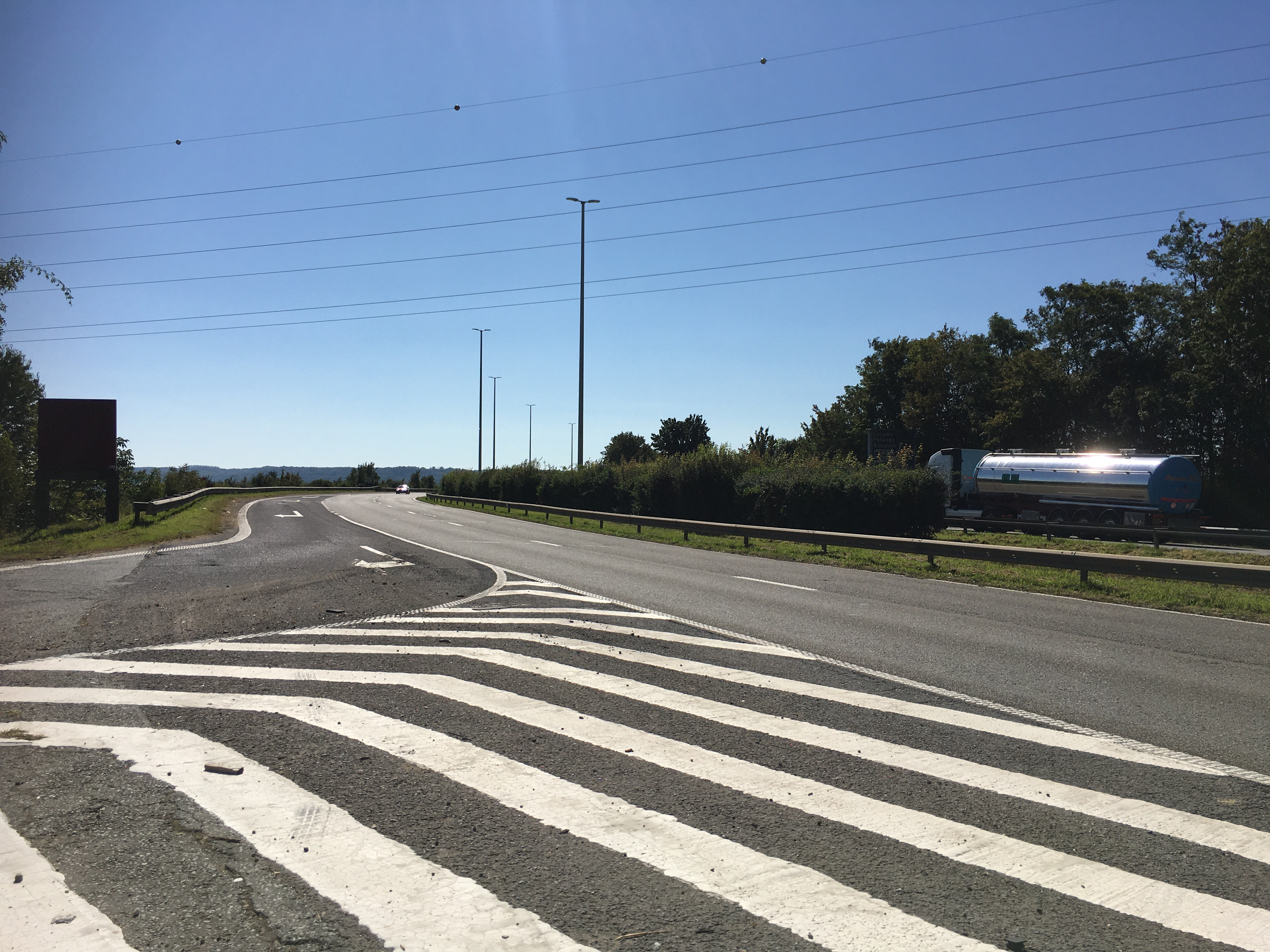
La jonction entre l'A28 et la N81 à Longeau, là où l'échangeur et la sortie n°2 devrait se construire.

Le tracé initial devait connecter l'A28 à la RN52 via le poste-frontière franco-belge d'Aubange / Mont-Saint-Martin afin d'assurer la continuité de la route européenne 411 sur les 14 km entre l'A4 et la France. Le tronçon sud fut inauguré jusque Longeau en 1976 mais les 8 km manquant au nord pour relier l'A28 à l'A4 sont toujours en projet depuis la fin des années 1970, faute de budget, malgré certains travaux déjà commencés, notamment à hauteur du futur échangeur d'Autelbas. Cette portion est, depuis lors, reconnue comme « chainon manquant » parmi les projets de routes européennes au sein de la Grande Région. La connexion jusqu'à l'A4 étant alors assurée par une route nationale : la nationale 81, sécurisée par cinq carrefours giratoires depuis les années 2000.
Le déclin de la sidérurgie dans la région et la fermeture de l'usine d'Athus en 1977 mit un frein au projet et les finances furent redirigées vers d'autres autoroutes, notamment l'autoroute A26 entre Liège et l'échangeur de Neufchâteau, faisant partie de l'E25. Toutefois, après plusieurs projets de relance économique, dont celui du Pôle européen de développement, et au fur et à mesure de l'évolution démographique et industrielle de la région, tirée par l’aspect transfrontalier au cœur de l'Europe et par l'attractivité économique du Grand-duché de Luxembourg, la nationale 81 est devenue de plus en plus fréquentée, voire embouteillée entre l'A28 et l'A4 à l'échangeur de Weyler, supportant une importante charge de trafic qui dépasse sa capacité théorique durant les heures de pointe. L'accroissement de la circulation et les nombreux embouteillages relancèrent à plusieurs reprises le projet d'achèvement de l'A28 pour accueillir le trafic des navetteurs frontaliers vers le Luxembourg mais aussi permettre le désengorgement de l'autoroute luxembourgeoise A6 entre Luxembourg-ville et la frontière belgo-luxembourgeoise en y offrant une alternative via la connexion avec l'autoroute A13 à hauteur de Sélange.
Le 3 février 1997, un arrêté ministériel engage une procédure d'expropriation de biens et d'immeubles à Sélange dans le but d'y construire l'échangeur.
Le 12 novembre 2001, le projet d'achèvement des 8 kilomètres du tronçon nord vers l'autoroute A4 a été retenu lors de la déclaration commune du 6e sommet de la Grande Région et confirmé lors du 7e sommet le 30 juin 2003.
En 2003, le Ministère de l'Équipement et des Transports annonçait que le tracé avait été défini avec, entre autres, la construction d'un viaduc enjambant la vallée de la rivière Messancy à hauteur de Longeau vers Sélange. Il précisait élégamment le lancement d'une étude d'incidence la même année avec un début des travaux à l'horizon 2006 mais il n'en sera rien. En 2007, certains citoyens de la commune de Messancy se font entendre en défaveur du projet, craignant pour leur tranquillité.
En 2015, un parc de 6 éoliennes a été construit autour du site de l'échangeur d'Autelbas. En 2016, la SOFICO a introduit une demande de permis en vue d'augmenter ce nombre à dix  en ajoutant deux éoliennes sur l'aire autoroutière d'Hondelange et deux sur celle de Sterpenich.
Le 5 octobre 2016 le député du parlement wallon et bourgmestre d'Attert, Josy Arens, interpellait le Ministre des Travaux publics, de la Santé, de l'Action sociale et du Patrimoine, Maxime Prévot au sujet de la démolition des piliers en béton situés sur la berme centrale de l'autoroute A4 à hauteur du futur échangeur d'Autelbas, se questionnant sur l'avenir du projet. La réponse fut que leur état de dégradation est tel qu’il était préférable de les démolir pour des raisons d'image et de stabilité, les piliers n’étant plus capables, au vu de leur état, de supporter un nouvel ouvrage. Le  ministre ajouta que cela ne signifie toutefois pas l’abandon définitif du projet de l’A28.
Les quatre piliers en question furent démolis lors de travaux de rénovation du revêtement de l'autoroute A4 en septembre 2018.
En 2019, le schéma de développement du territoire de la Région wallonne faisait toujours mention du projet et de la nécessité de connecter l'A28 à l'A4.
En attendant la reprise du projet, les aménagements au sud de l'autoroute sont actuellement utilisés officieusement comme terrain de jeu et d'entraînement par des amateurs de moto-cross, dont les traces d'activité sont bien visibles depuis le ciel.

### Connexion à la France

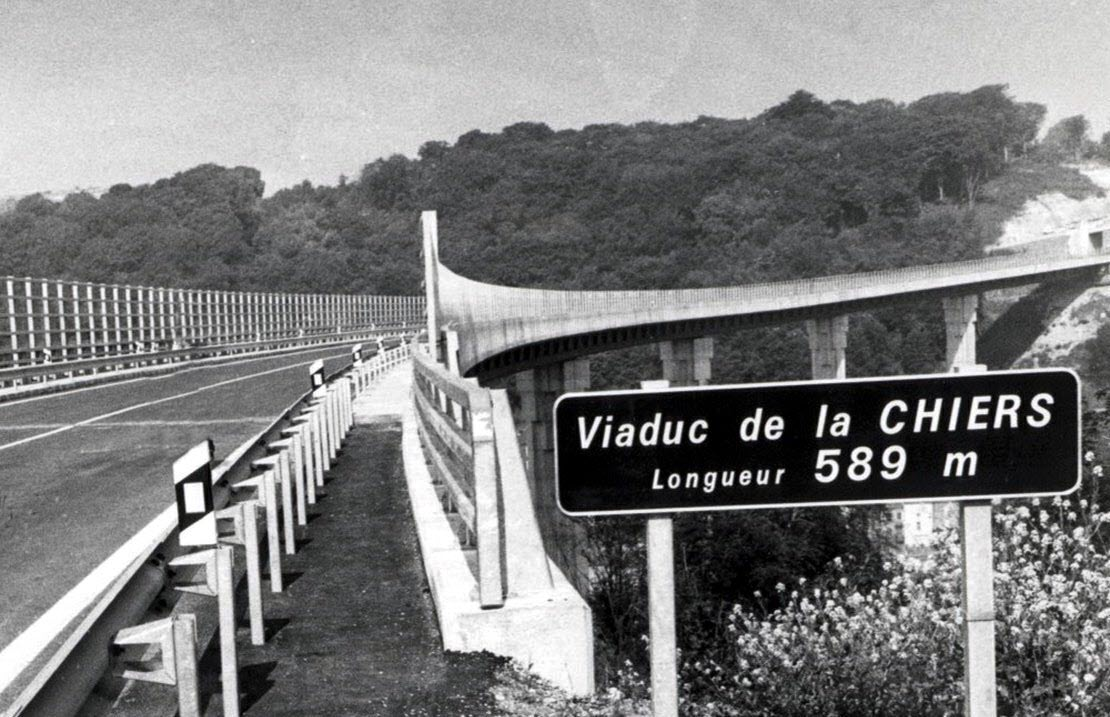
Côté français, l'A28 se poursuit par la RN52 vers l'A30 en direction de Metz et Nancy. Ici le viaduc de la Chiers, à Longwy.

Le projet de connexion au réseau autoroutier français via la mise à deux voies de la RN52 se heurte, entre autres, à la mise à quatre voie des deux viaducs : celui de la Chiers et celui de Piedmont.

### Connexion au Luxembourg
L’Administration des Ponts et Chaussée du Luxembourg a également le projet de connecter la Collectrice du Sud (qui se connecte à une route nationale à hauteur de Differdange) à l'A28 à la hauteur de Sélange, au hameau de Kwintenhof,. Cela permettra de compléter le contournement de Bascharage dont la construction de la partie sud a été votée en 2018

## Galerie d'images

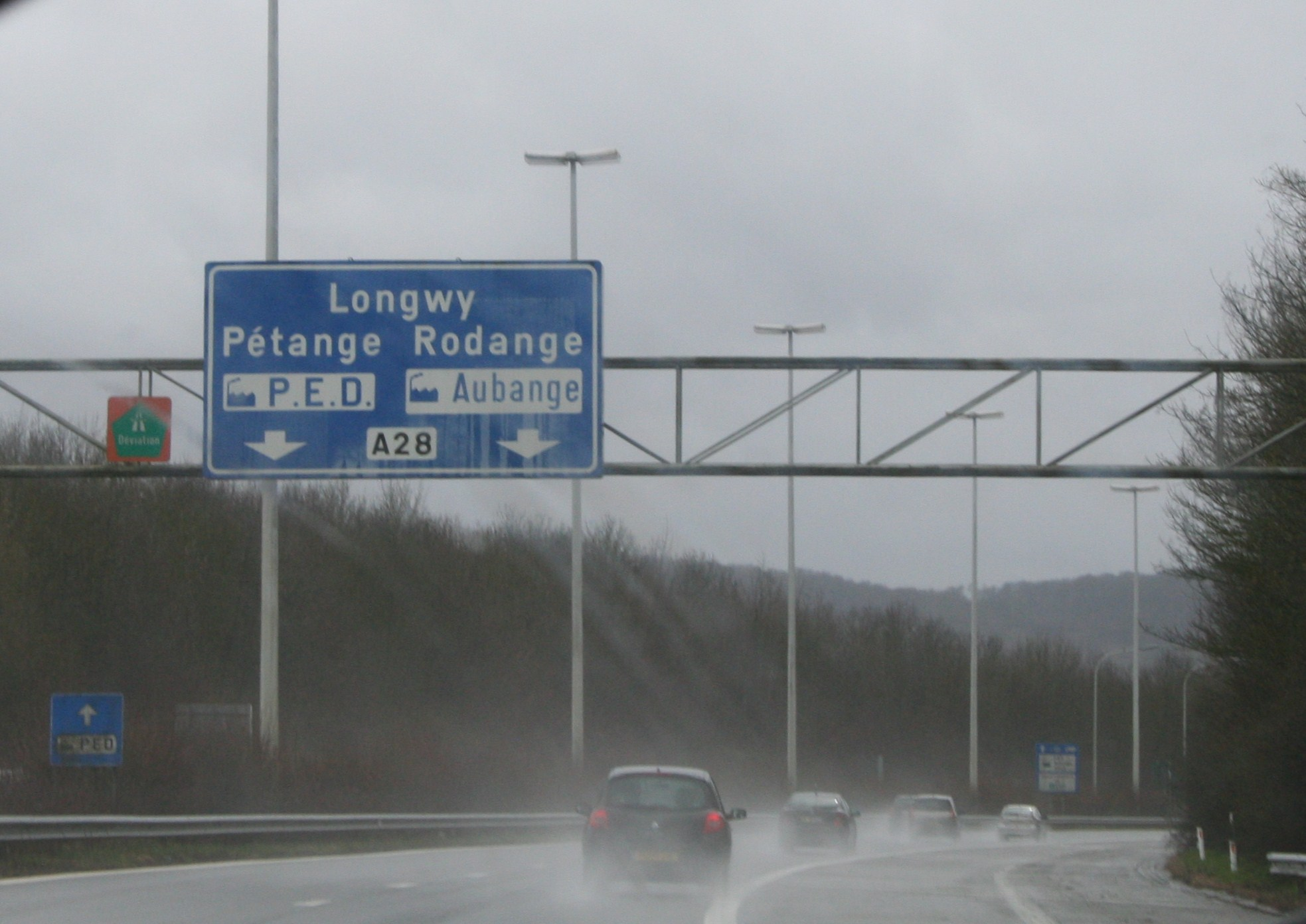
L'autoroute peu avant Athus, vers la France en 2010.
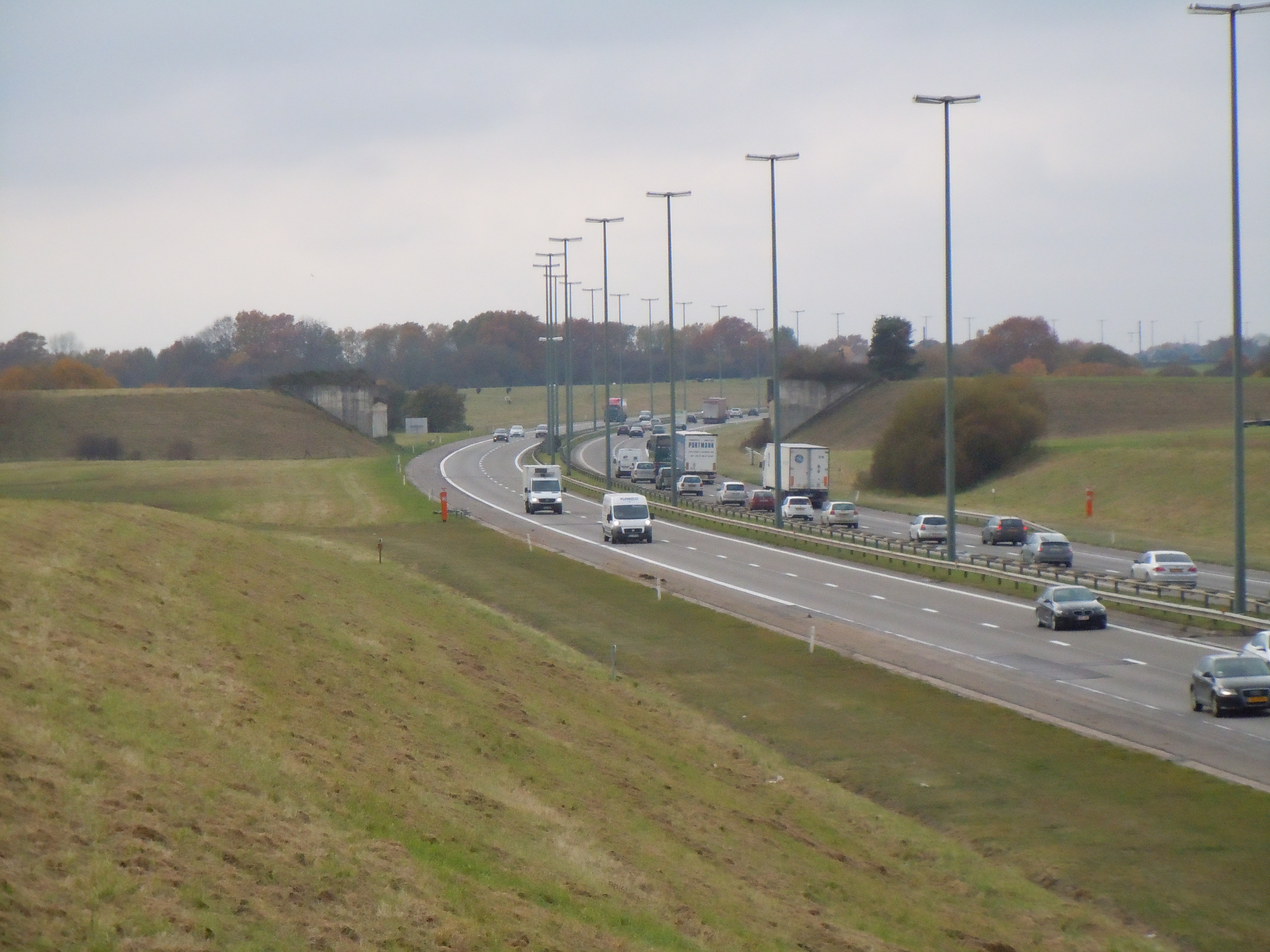
Piles du pont devant servir d'échangeur entre l'A4 et la A28 à proximité d'Autelbas en 2010.
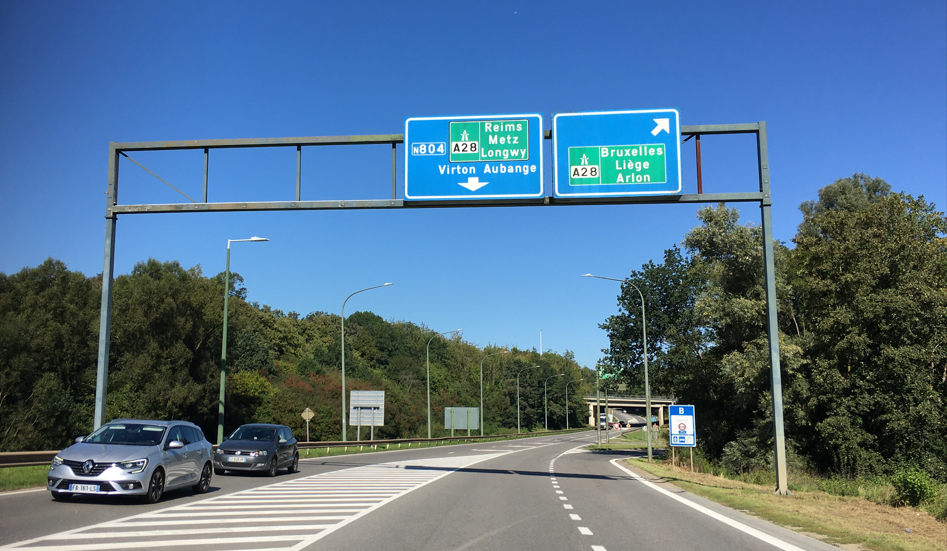
Échangeur avec la N804 à la sortie n°4 « Aubange » en 2023.
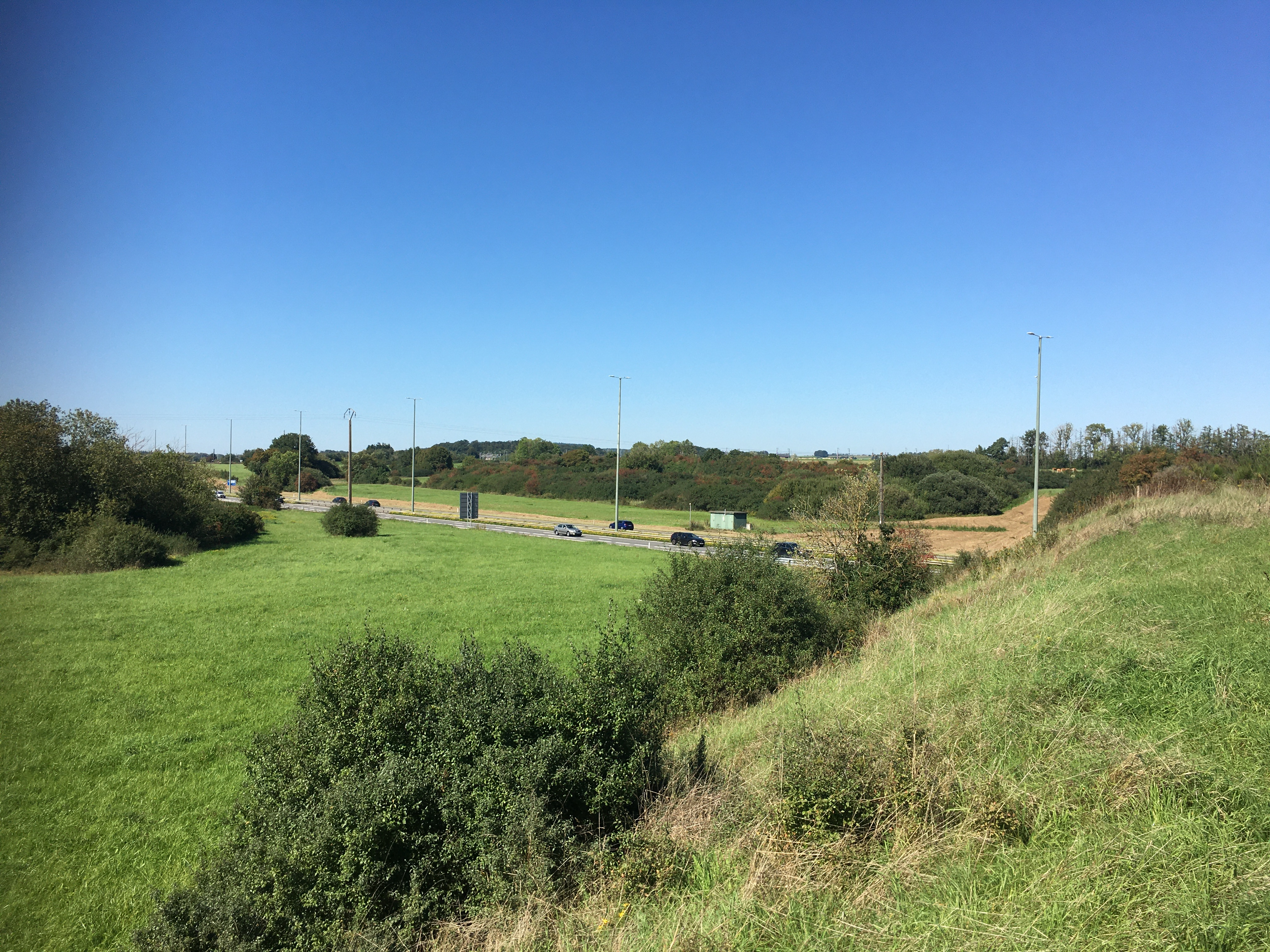
Terrassements réalisés le long de l'autoroute A4 dans les années 1970, à hauteur du futur échangeur d'Autelbas (photo de 2023).
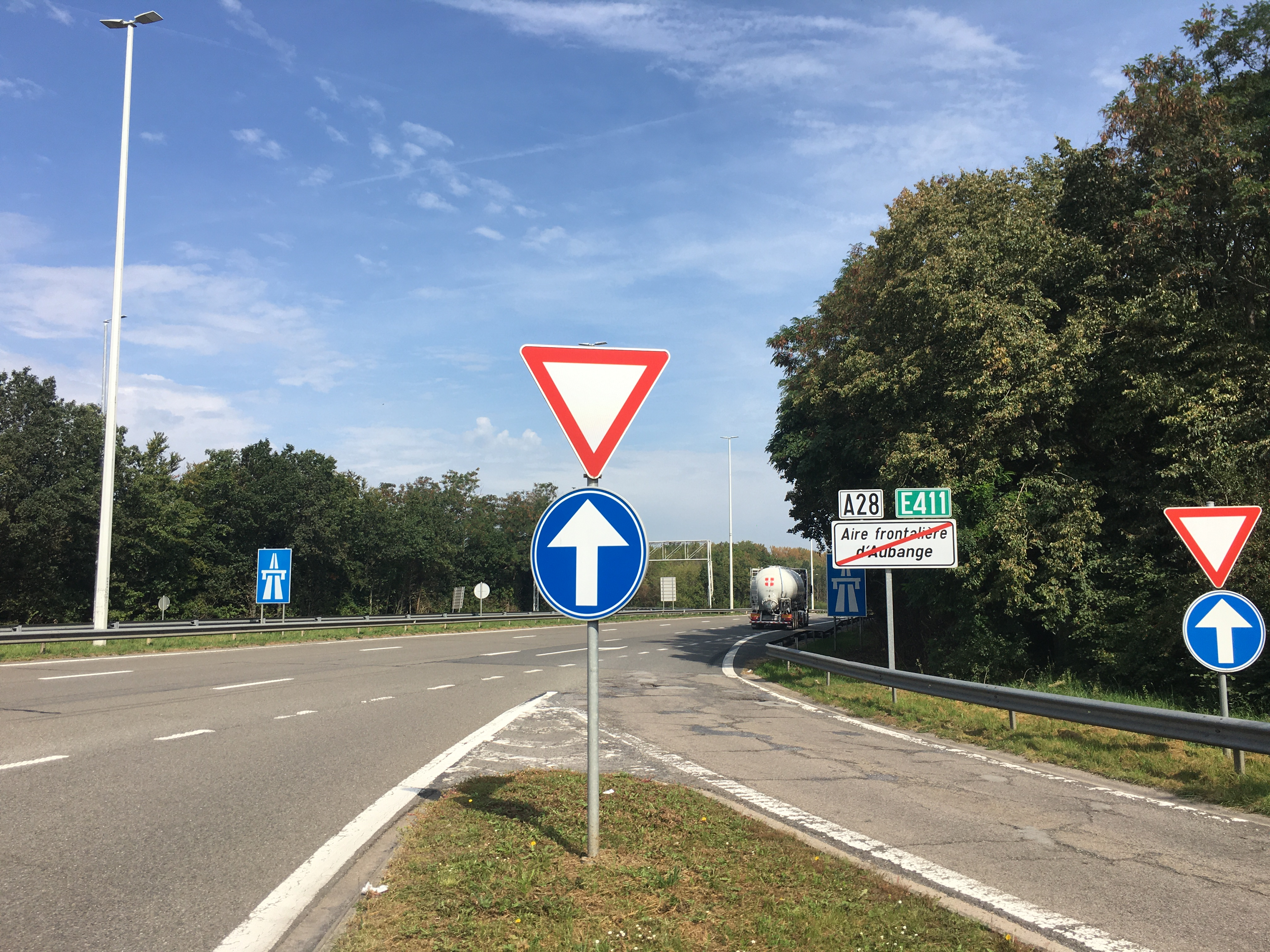
L'aire de repos et de service transfrontalière d'Aubange / Mont-Saint-Martin.
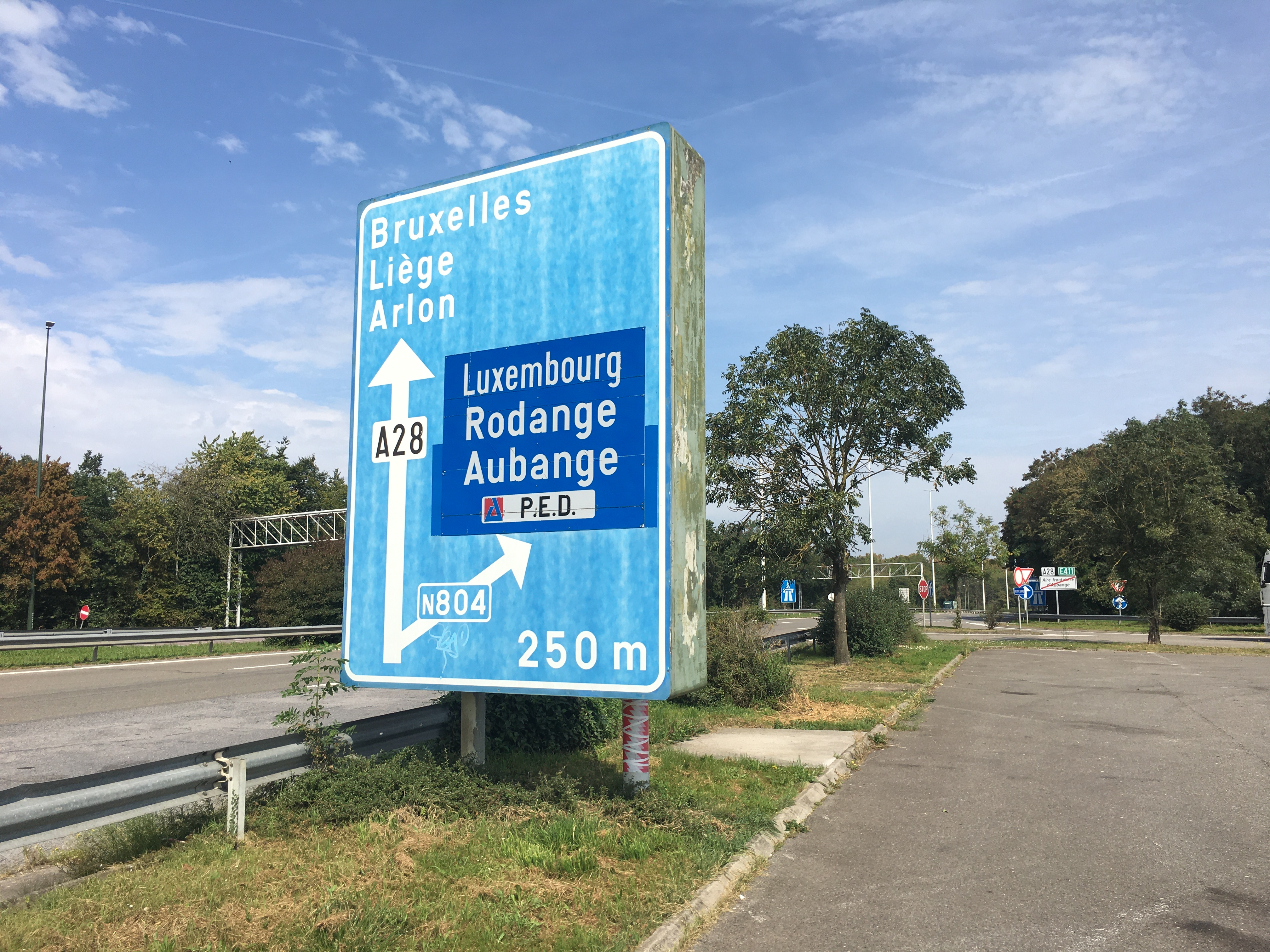
Panneau autoroutier non loin de la sortie n°4 « Aubange », vers le Pôle européen de développement et la N804.